# Gran Premio Telmex/Tecate 2005
Gran Premio Telmex/Tecate 2005 var den trettonde och sista deltävlingen i Champ Car 2005. Racet kördes den 6 november på Autódromo Hermanos Rodríguez i Mexico City. Justin Wilson säkrade tredjeplatsen i mästerskapet, genom att ta sin andra seger för säsongen. RuSPORT tog en dubbelseger, sedan A.J. Allmendinger blev tvåa. Paul Tracy slutade säsongen utanför mästerskapspallen, trots att han på allvar slogs om titeln halvvägs in på säsongen. Han blev trea i den sista tävlingen. Mästaren Sébastien Bourdais kraschade och bröt.

## Slutresultat
| Plats | Förare             | Team                | Grid | Kvaltid  |
| ----- | ------------------ | ------------------- | ---- | -------- |
| 1     | Justin Wilson      | RuSPORT             | 1    | 1.26,602 |
| 2     | A.J. Allmendinger  | RuSPORT             | 2    | 1.27,349 |
| 3     | Paul Tracy         | Forsythe Racing     | 4    | 1.26,978 |
| 4     | Oriol Servià       | Newman/Haas Racing  | 7    | 1.27,503 |
| 5     | Timo Glock         | Rocketsports Racing | 12   | 1.28,141 |
| 6     | Jimmy Vasser       | PKV Racing          | 10   | 1.27,803 |
| 7     | Nelson Philippe    | Conquest Racing     | 8    | 1.27,653 |
| 8     | Alex Tagliani      | Team Australia      | 11   | 1.28,089 |
| 9     | Andrew Ranger      | Conquest Racing     | 17   | 1.28,566 |
| 10    | Will Power         | Team Australia      | 13   | 1.28,195 |
| 11    | Michael McDowell   | Rocketsports Racing | 16   | 1.28,491 |
| 12    | Mario Domínguez    | Forsythe Racing     | 6    | 1.27,292 |
| 13    | Charles Zwolsman   | Team Australia      | 18   | 1.29,503 |
| 14    | Cristiano da Matta | PKV Racing          | 5    | 1.27,287 |
| 15    | Rodolfo Lavín      | HVM Racing          | 9    | 1.27,688 |
| 16    | Homero Richards    | HVM Racing          | 19   | 1.29,746 |
| 17    | Sébastien Bourdais | Newman/Haas Racing  | 3    | 1.26,827 |
| 18    | Ricardo Sperafico  | Dale Coyne Racing   | 14   | 1.28,413 |
| 19    | Ronnie Bremer      | Dale Coyne Racing   | 15   | 1.28,426 |